# Пам'ятник затопленим кораблям
Пам'ятник затопленим кораблям — монумент у Севастополі встановлений на штучному острівці, складеному з грубо оброблених гранітних брил, на відстані десяти метрів від берега на Приморському бульварі, один із чільних символів міста. Споруджений у 1905 році; автори пам'ятника — естонський скульптор Амандус Генріх Адамсон, архітектор Валентин Августович Фельдман та військовий інженер Оскар Іванович Енберг.

## Опис
На квадратній основі (9,2×9,2 метра) у вигляді штучного гранітного стрімчака, складеного з необроблених гранітних брил, виростає шестигранний п'єдестал увінчаний коринфською колоною зі світло-сірого полірованого діориту. Колона завершується бронзовою фігурою двоголового орла з розкритими крилами, який тримає в дзьобі лавровий вінок — символ слави. На грудях орла — щит з рельєфним зображенням Святого Георгія Побідоносця.
Під базою з південної сторони монумента закріплена бронзова дошка 0,52×0,8 метра з рельєфною картою Севастопольської бухти і позначенням ліній затоплених кораблів, нижче якої, на гранітних плитах п'єдесталу рельєфний напис: 
| «У пам'ять кораблів, затоплених у 1854—1855 роках для загородження входу на рейд». |
На північній стороні стрімчака була закріплена п'ятиметрова щогла — бронзова фор-стеньга (або грот-бом-брам-стеньга).
Загальна висота пам'ятника — 16,66 м, висота колони — 7,08 метра, діаметр — 0,95 метра. Розмах крил орла — 2,67 метра.
Існує легенда, що крила орла зображують профілі адмірала П. С. Нахімова і імператора Миколи I. При певному ракурсі зі сторони моря можна побачити профіль адмірала в кашкеті та царя в кавалергардському шоломі.
Навпроти пам'ятника, на стіні набережної, укріплені якорі з затоплених кораблів.

## З історії пам'ятника
Пам'ятник затопленим кораблям був встановлений у 1905 році до п'ятдесятиріччя першої оборони Севастополя, коли були затоплені російські парусні кораблі, «щоб загороджувати вхід ворожим кораблям на рейд і тим самим врятувати Севастополь» (П. С. Нахімов). Поперек фарватеру, між Костянтинівською та Олександрівською батареями, 11 вересня 1854 року затопили сім застарілих кораблів: фрегати «Сізополь», «Флора», кораблі «Уриїл», «Три Святителя», «Силістрія», «Селафаіл», «Варна». Пізніше, в лютому 1855 року, від Михайлівського форту на Північній стороні до Миколаївської батареї — на Південній з'явилася друга лінія щогл, що виступають з води: моряки затопили ще вісім судів, а 27 серпня 1855 року, коли захисники залишили Південну сторону, в бухті затопили й решту флоту. Вогонь берегових батарей і затоплені кораблі зробили Севастопольську бухту недоступною для англо-французького флоту.
Згідно з документом № 3899 з канцелярії Великого князя Олександра Михайловича, підписаним 3 серпня 1905 року: 
| Пам'ятник Затопленим кораблям надалі іменувати «Місцем загородження Севастопольського фарватеру» [1]. |
З цього випливає, що нинішня назва була народною, але спроби офіційно перейменувати пам'ятник ні до чого не привели, як і у випадку з Графською пристанню в Севастополі.
У період оборони Севастополя в 1941—1942 років пам'ятник був пошкоджений. В результаті вибуху магнітної міни 22 червня 1941 року половина фундаменту була зруйнована, збите крило орла і частина капітелі, пам'ятник міг у будь-який момент обвалитися. В 1951 році Київські науково-реставраційні майстерні виконали реставрацію монумента (автор проєкту реставрації архітектор А. Л. Шеффер). У 1955—1959 роках проводилися відновлювальні роботи. Водолази «Фундаментбуду» за допомогою наплавного крана склали на пошкодженій ділянці новий фундамент на гідравлічному цементному розчині. Так було ліквідовано аварійний стан. Проте з часом пам'ятник знову потребував ремонту. Ремонтно-відновлювальні роботи проводились в 1989 році. Частково зміцнили підводну частину пам'ятника, заклали каверни.
У 2003 році за проєктом А. Л. Шеффера проведена реставрація надводної частини пам'ятника, відновлена щогла. Також ремонтно-відновлювальні роботи проводились в 2007—2008 роках під час комплексної реконструкції Приморського бульвару.

## Галерея
| на гербі Севастополя | на гербі Ленінського району | на поштовій марці СРСР | на поштовій марці України | на поштовій марці Росії | на ювілейній монеті України |